# Gala (film)
Pour les articles homonymes, voir Gala.
 (juillet 2025).
Gala est un court métrage français réalisé en 1961 par Jean-Daniel Pollet avec la collaboration de François Bel.
Fiction | 20 minutes | Noir et blanc
Sorti le 21 janvier 1966 en complément de The Black Fox de L.C. Stoumen

## Synopsis
Léon, timide et maladroit, est employé d'une boîte de nuit exotique de la banlieue parisienne des années 60, dirigée par un sympathique patron affairé et fréquentée par une clientèle noire...

## Fiche technique
- Réalisation : Jean-Daniel Pollet avec la collaboration de François Bel
- Production : Les Films Jean-Daniel Pollet
- Musique : Antoine Duhamel
- Photographie : Alain Levent
- Montage : Pierre Machue
- Son : Pierre Vuillemin
- Format : Noir et Blanc - Cinémascope - Mono - 35 mm
- Durée : 20 minutes
- Date de sortie : 1962

## Distribution
- Claude Melki
- Gésip Légitimus
- Dolly Bell
- Benoît Videuil
- Georges Cauffour

## Commentaire
Ce court métrage, marqué par un ton très personnel, recrée l'ambiance d'une soirée de gala dans une boîte de nuit fréquentée essentiellement par une clientèle noire. Sa richesse vient de ses personnages originaux ou attachants, de ses situations tendres ou humoristiques. Une musique omniprésente pallie la rareté des dialogues et renforce le charme de ce poème cinématographique.

## Prix
Film primé à la Mostra de Venise en 1962.